# Corneta natural

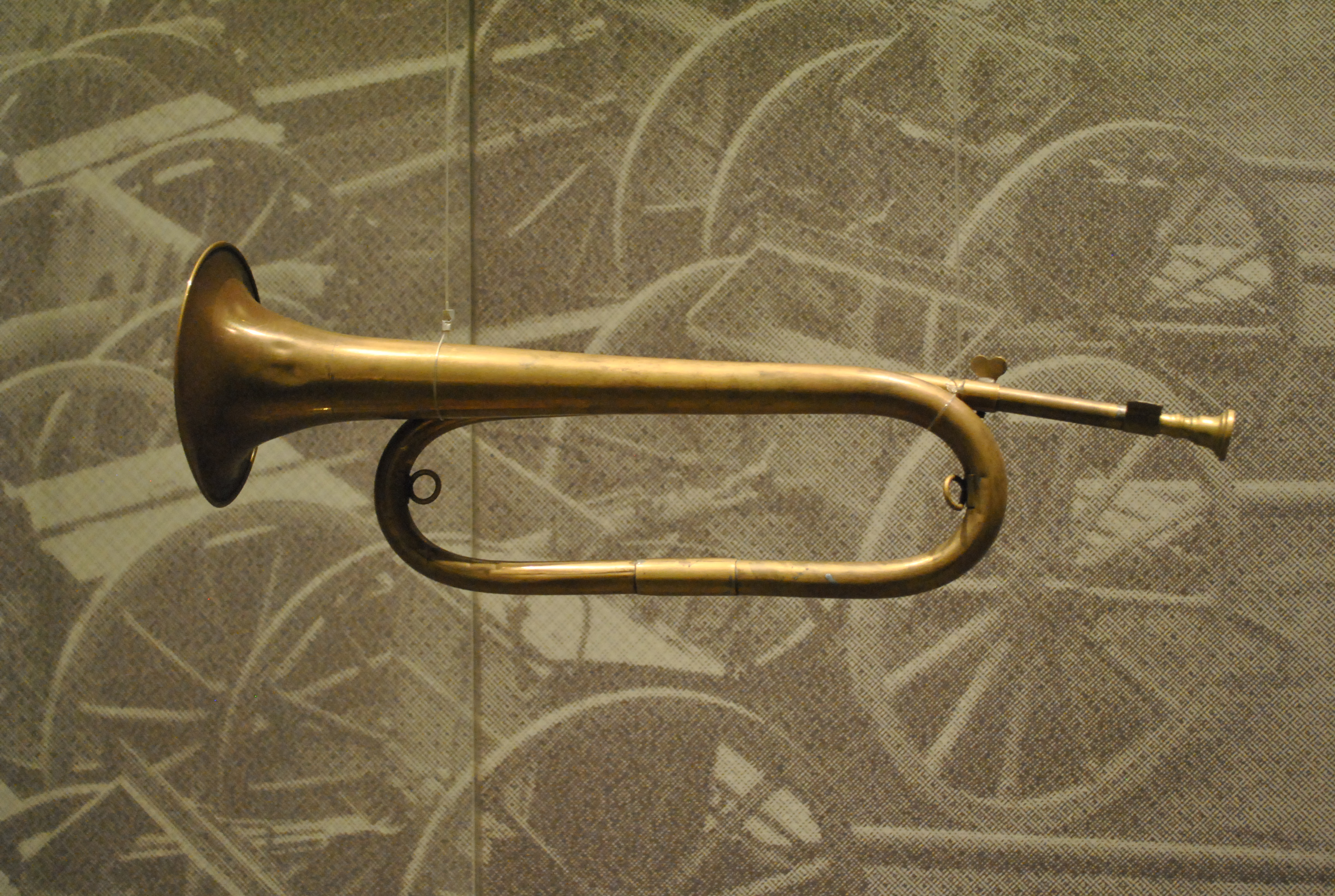
Corneta usada por tropas de Pancho Villa.

La corneta natural (no confundir con la corneta de pistones), llamada también corneta de banda militar, corneta de banda de guerra, clarín de banda de guerra, cornetín o bugle, es un instrumento de viento-metal. Se diferencia de una corneta de válvulas en que las diferentes notas musicales se producen con técnicas de posición y presión en labios, boca y estómago, sin ayuda de válvulas o pistones. Se suele tocar en ensambles militares, de ceremonia o de marcha, acompañados por el tambor redoblante.
Las partes de una corneta natural son: boquilla, tudel, tornillo, mariposa, alojamiento del tudel, pabellón, caña superior, argollas, caña inferior y chavacote.